# Lucas Elmendorf
Lucas Conrad Elmendorf (* 1758 in Kingston, Province of New York; † 17. August 1843 ebenda) war ein US-amerikanischer Jurist und Politiker. Zwischen 1797 und 1803 vertrat er den Bundesstaat New York im US-Repräsentantenhaus.

## Werdegang
Lucas Conrad Elmendorf wuchs während der britischen Kolonialzeit auf und graduierte 1782 am Princeton College. Er studierte Jura und begann nach dem Erhalt seiner Zulassung als Anwalt 1785 zu praktizieren. 1794 kandidierte er erfolglos für einen Kongresssitz. Als Gegner einer zu starken Zentralregierung schloss er sich der von Thomas Jefferson gegründeten Demokratisch-Republikanischen Partei an. Bei den Kongresswahlen des Jahres 1796 wurde er im vierten Wahlbezirk von New York in das damals noch in Philadelphia tagende US-Repräsentantenhaus gewählt, wo er am 4. März 1797 die Nachfolge von John Hathorn antrat. Er wurde zwei Mal in Folge wiedergewählt. Da er auf eine vierte Kandidatur im Jahr 1802 verzichtete, schied er nach dem 3. März 1803 aus dem Kongress aus. Danach saß er in den Jahren 1804 und 1805 in der New York State Assembly sowie zwischen 1814 und 1817 im Senat von New York. Als First Judge am Court of Common Pleas (heute County Court) von Ulster County war er zwischen 1815 und 1821 tätig. Dann war er zwischen 1835 und 1840 Vormundschafts- und Nachlassrichter (surrogate) in Ulster County. Er verstarb am 17. August 1843 in Kingston und wurde in der Gruft des First Dutch Church beigesetzt.